# Chiromantis petersii
Chiromantis petersii és una espècie de granota que es troba a Kenya, Tanzània i Etiòpia.